# Sébastien Geraci
Pour les articles homonymes, voir Geraci (homonymie).
 (mars 2024).
Si vous disposez d'ouvrages ou d'articles de référence ou si vous connaissez des sites web de qualité traitant du thème abordé ici, merci de compléter l'article en donnant les références utiles à sa vérifiabilité et en les liant à la section « Notes et références ».
Sébastien Geraci, né le 31 mars 1986 à Grenoble, est un metteur en scène et acteur français. Il dirige Le Théâtre du Risque et La Compagnie La Troup'Ment.

## Biographie
Avant d’aborder la mise en espace, les installations scénographiques, puis l’écriture, Sébastien Geraci travaille plusieurs années comme comédien et participe parallèlement à divers aventures cinématographiques où il tisse d’importants liens avec les milieux techniques et artistiques français. En 2004, avec Honorine Lefetz, Charles-Étienne Coly et Yoan Weintraub, il fonde La Compagnie La Troup’Ment qu’il oriente vers un parcours résolument contemporain. Il monte des auteurs comme Xavier Durringer, Michel Azama, Michel Marc Bouchard, Sergi Belbel, Juan Mayorga et plus récemment Koffi Kwahulé, Mohamed Rouabhi et Marine Auriol.
Au fil des créations, il offre aux textes des univers complètement oniriques, grâce à des scénographies chocs, utilisant les nouvelles techniques visuelles du théâtre qu’il mélange à celles du cinéma. Formé en partie à Grenoble au Lycée Champollion, puis avec la Compagnie Yvon Chaix, Pascal Mengelle, Thierry Mennesier et Clothilde Aubrier, il reçoit en 2007 son Diplôme d’Études Théâtrales à l’Université Stendhal et crée en 2009 le collectif du Théâtre du Risque, avec de jeunes comédiens issus du conservatoire de Grenoble.
Son parcours s’est fondé au fil des années grâce aux soutiens et à la confiance des salles de spectacle, des institutions et des personnes qui appartiennent à la diversité du réseau théâtral français. Son travail sur Les Recluses fut accueilli au Festival d’Avignon Off 2011 et entre dans les coups de cœur d’Arte parmi les évènements plébiscités par le public.

## Théâtre

### Comédien
- 2011 : Genqis Parmi Les Pygmées de Gregory Motton
- 2008 : Les Insomniaques de Juan Mayorga
- 2007 : Le Silence du Fou d’Aude Astier
- 2007 : La Liquidation de Gaétan Brulotte
- 2005 : La Résurrection de Lazare de Dario Fo
- 2005 : Heil Tanz chorégraphie de Caterina Sagna, MC2
- 2004 : Les Grenouilles d’Aristophane
- 2004 : Les Travaux et les Jours de Michel Vinaver
- 2004 : Les Chroniques d’après Xavier Durringer
- 2003 : Une Petite Entaille de Xavier Durringer
- 2003 : L’Odyssée pour une tasse de thé de Jean-Michel Ribes

### Metteur en scène
- 2023 : Le Néther[1] de Jennifer Haley[2]
- 2022 : La Tour de la Défense
- 2021 :
- 2020 :
- 2019 : Enfin la fin de Peter Turrini
- 2019 : Givrée de Karin Serres
- 2019 : La Mélancolie des barbares de Koffi Kwahulé
- 2018 : L'Odeur des Arbres de Koffi Kwahulé
- 2017 : Roberto Zucco de Bernard-Marie Koltès
- 2015 : Richard III de William Shakespeare
- 2013 : Les 4 Jumelles de Copi
- 2013 : Nema de Koffi Kwahulé
- 2012 : Zig et More, Chapitre 01 de Marine Auriol
- 2012 : Urbi, Chapitre 03 de Marine Auriol
- 2012 : Les Dents du Serpent - Citoyens de Daniel Keene
- 2012 : Le Kid de Marine Auriol
- 2011 : Les Recluses de Koffi Kwahulé
- 2011 : Petite Pièce Pour Chambre d'Enfant de Yana Borissova
- 2011 : Arnaques, Cocaïne et Bricolage de Mohamed Rouabhi
- 2010 : Des Yeux de Verre de Michel Marc Bouchard
- 2010 : Après la Pluie de Sergi Belbel
- 2009 : Sans Fil de Sergi Belbel
- 2008 : Blue-S-caT de Koffi Kwahulé
- 2008 : Les Muses orphelines de Michel Marc Bouchard
- 2007 : Le Silence du Fou d’Aude Astier
- 2006 : Codes Inconnus, Création Collective
- 2005 : Croisades d’après Michel Azama
- 2005 : La Promise d’après Xavier Durringer
- 2005 : Origines d’après Philippe Minyana
- 2004 : Saint-Amour de Michel Azama
- 2004 : Les Chroniques de Xavier Durringer
- 2003 : Une Petite Entaille de Xavier Durringer

## Filmographie

### Acteur
- 2011 :  Passions Dévastatrices de Hakim Fdaouch
- 2010 :  Fin de Série de Carlos Chapman
- 2010 :  Agnus Dei de Alan O'Dinam
- 2009 :  La Dernière Goutte d’Iwan Robert et Carlos Chapman
- 2009 :  Sup d’Elec de Pierre Yves Hampartzoumian
- 2008 :  Ses Yeux sont fermés de Carlos Chapman
- 2007 :  La Fine Bouche[3] d’Iwan Robert, Libre-Court - France 3
- 2007 :  Place Réservée aux dames de Julien Marsouin
- 2007 :  Une affaire de famille de Claus Drexel
- 2005 :  Dernière Étincelle de Thomas Irasque
- 2002 :  Un couple épatant / Cavale / Après la vie de Lucas Belvaux
- 1999 :  Mauvaises Fréquentations de Jean-Pierre Améris